# Carlo Hintermann
Carlo Hintermann (auch Carlo Hinterman; * 2. April 1923 in Mailand; † 7. Januar 1988 in Acireale) war ein italienischer Schauspieler.

## Leben
Hintermann, der aus einer deutschstämmigen Familie kam, studierte zunächst Rechtswissenschaften, schrieb sich dann aber in der Schauspielabteilung des Centro Sperimentale di Cinematografia ein, wo er 1949 diplomierte. Gleich im Anschluss spielte er in einer kurzen Incom-Produktion, Terra amara, was von nun an zu stetiger Beschäftigung im italienischen Kino führte, wo er in zahlreichen Genrefilmen Nebenrollen interpretierte. Oftmals stellte der blonde, stämmige Schauspieler dabei korpulente, zwielichtige Charaktere dar.
Auf der Bühne war Hintermann seltener zu sehen. Neben Vittorio Gassman spielte er 1958 in Irma la Douce und 1974 in Kean und war in einigen Shakespeare-Stücken zu sehen. Vor allem ab Mitte der 1960er und in den 1970er Jahren waren seine Fernseharbeiten, oftmals für Serienepisoden, umfangreicher.
Hintermann starb durch einen Autounfall.

## Filmografie (Auswahl)
- 1949: Miss Italia
- 1953: Die Blinde von Sorrent (La cieca di Sorrent)
- 1953: Die Geliebte (Traviata '53)
- 1954: Attila, die Geißel Gottes (Attila)
- 1954: Gewalt am See (Violenza sul lago)
- 1957: Clorinda, die Sarazenin (La Gerusalemme liberata)
- 1957: In einem anderen Land (A Farewell to Arms)
- 1957: Der Korsar vom roten Halbmond (Il corsaro della mezzaluna)
- 1960: Jovanka und die anderen (Jovanka e le altre)
- 1960: Prinzessin Olympia (A Breath of Scandal)
- 1962: Frauen für die Teufelsinsel (Le prigioniere dell'isola del diavolo)
- 1962: Rächer der Meere (Il giustiziere dei mari)
- 1963: Verspätung in Marienborn
- 1966: King hetzt 7 Killer (Un milione di dollari per sette assassini)
- 1966: Rembrandt 7 antwortet nicht
- 1966: Höllenjagd auf heiße Ware (New York chiama Superdrago)
- 1966: Ein Sommer zu dritt (L'estate)
- 1967: Fünf gegen Casablanca (Attentato ai tre grandi)
- 1967: Komm Gorilla, schlag zu! (Tiffany memorandum)
- 1967: Wanted (Wanted)
- 1968: Das Geheimnis der jungen Witwe (La morte non ha sesso)
- 1970: Die Ranger (Rangers: attacco ora X)
- 1971: Roma bene – Liebe und Sex in Rom (Roma bene)
- 1972: Bruder Sonne, Schwester Mond (Fratello sole, sorella luna)
- 1978: Der Angriff kommt aus dem All, und auf der Erde herrscht Terror (Occhi dalle stelle)
- 1983: Caporetto perché (Fernsehfilm)
- 1989: Passioni (Fernsehserie)